# سه رفیق (فیلم ۱۹۸۶)
سه رفیق (انگلیسی: Three Amigos) یک فیلم کمدی وسترن به کارگردانی جان لندیس است که در سال ۱۹۸۶ منتشر شد.

## بازیگران
- استیو مارتین
- چوی چیس
- مارتین شورت
- جو مانتگنا
- جان لاویتس
- آلفونسو آرائو
- برایان تامپسون
- فیل هارتمن
- آنتونی پلنا
- رندی نیومن